# Avventura nel castello
Avventura nel castello è un videogioco di tipo avventura testuale, sviluppato nel 1982 per Apple II da Enrico Colombini e Chiara Tovena. È la prima avventura realizzata come prodotto commerciale da un autore italiano.

## Trama
Il gioco è ambientato in un castello scozzese diroccato, dal quale si deve cercare di scappare senza essere uccisi. All'inizio il protagonista sta precipitando con il suo aereo monoposto nei pressi di Loch Ness, dal quale, se eseguirà le mosse giuste, atterrerà nel castello in cui si svolge il resto dell'avventura. La trama è piuttosto complessa e sono presenti anche brevi momenti di ironia (il gioco si offende se scriviamo una parolaccia) e di commozione (se per esempio si uccide il gatto che appare nel gioco). L'ambientazione è essenzialmente realistica, con alcuni elementi soprannaturali e fantasy.

## Modalità di gioco
Nello stile classico dell'avventura testuale, dopo una dettagliata descrizione degli ambienti e delle varie azioni il computer pone la domanda "Cosa devo fare?" e si devono digitare comandi tipo "Guarda la panca" o "Prendi la spada", o abbreviazioni come le lettere dei punti cardinali per gli spostamenti. Un'azione giusta permette di proseguire nella vicenda mentre una sbagliata può portare alla morte del personaggio.

## Pubblicazione
Inizialmente e solo tramite un negozio di Brescia, il gioco veniva offerto in una confezione artigianale con marchio Dinosoft assieme agli Apple II. Una seconda versione, rivista nel dizionario dei verbi e delle parole, arricchita di una nuova modalità grafico/testuale e modificata nel codice per poterla eseguire con l'allora nuovo semiportatile Apple IIc, venne successivamente distribuita dalla J.Soft (parte del Gruppo Editoriale Jackson) in tutto il territorio italiano, con confezione di plastica e manuale d'istruzioni. Più tardi ne è stata distribuita dalla Techno Publishing una terza edizione adatta alla piattaforma MS-DOS. Una versione in JavaScript giocabile sul browser è stata realizzata da Federico Volpini, col consenso degli autori

## Accoglienza
Il gioco, che nel 1983 veniva venduto alla cifra di 48.000 lire, ha vinto il premio di migliore videogioco al Computer Play '83, manifestazione organizzata a Milano dall'AICA, alla quale Colombini ha partecipato anche con Melopoli, che si è posizionato al terzo posto.
Sebbene molto apprezzato all'epoca dal pubblico italiano, non raggiunse grande diffusione a causa della presenza ancora limitata dell'Apple II in Italia, allora piuttosto costoso, e della maggior diffusione dei titoli in inglese, spesso maggiormente evoluti anche se di comprensione meno immediata. Una seconda versione del programma è probabilmente la più diffusa in quanto la Apple Italia la fornì per un certo periodo inclusa con l'Apple IIc.